# Kýpria
Kýpria, starořecky Κύπρια, je ztracený starořecký epos ze 7. či 6. století př. n. l., jehož autorství je přisuzováno Stasínovi, Homérovi či Hegesiasovi ze Salamidy. Přestože jako celek se nezachoval je poměrně dobře znám z různých výtahů a citací. Název Kýpria „kyperský“ vychází z přízviska bohyně Afrodité, jejíž činy byly byli příčinou popisovaných událostí. Kýpria je řazena jako pátá do takzvaného epického cyklu (᾽Επικὸς κύκλος), což je souhrnné označení pro dvanáct eposů různých autorů, které vznikly na konci temného období, které se týkají událostí od počátku světa po návrat hrdinů z Trojské války.
Epos popisuje události předcházející Trojské válce a Trojskou válku před počátkem Iliady a začíná Paridovým soudem. Poté pokračuje únosem Heleny, obětí Ífigeneie, připlutím řeckých lodí do Tróje a počátky obléhání města. Kýpria obsahuje málo známou scénu která následuje počátku obléhání města. Afrodité s Themidou zařídí Achilleovi setkání s Helenou, které skončí tím že se hrdina do ní zamiluje. To vede k tomu že se protiví nápadu Palaméda na návrat domů. Následuje několik jeho hrdinských činů: krádež Aineiásova dobytka, dobude několik měst a zabije trojského prince Troila. Zabití Troila Achillem je hojným motivem na uměleckých dílech archaického období, což svědčí o tom že dnes téměř zapomenutá scéna byla velmi známá. Na svém konci Kýpria přímo předchází událostem Iliady – vypráví o tom jak Agamemnón získal Chrýseovnu a Achilleus Bríseovnu. Objevuje se v něm také vedlejší příběh o tom jak Dioskúrové byli přistiženi při krádeži dobytka, zabiti a jeden z nich musel přebývat v podsvětí, zatímco druhý na nebesích.